# Bẫy Légal
Bẫy Légal, hay Bẫy Blackburne (còn được biết đến với tên gọi Thí quân Légal Pseudo hay Mat Légal) là một bẫy khai cuộc, đặc trưng bởi việc thí Hậu của Trắng theo sau đó là chiếu mat bằng các quân nhẹ nếu Đen chấp nhận Hậu thí. Cái bẫy được đặt theo tên của kỳ thủ người Pháp Sire de Légal (1702–92). Joseph Henry Blackburne (1841–1924), một kiện tướng người Anh và là một trong năm kỳ thủ hàng đầu thế giới giai đoạn nửa sau thế kỷ 19, là người đã từng thiết lập cái bẫy này rất nhiều lần.

## Cái bẫy
Bẫy Légal có thể phát sinh bằng nhiều cách, dưới đây trình bày một trình tự nước đi tự nhiên từ một triển lãm đồng thời (simultaneous exhibition - một người chơi nhiều ván với nhiều người cùng lúc) tại Paris. André Cheron, một trong những kỳ thủ hàng đầu của Pháp, đã sử dụng cái bẫy này để giành chiến thắng trước Jeanlose:
1. e4 e5 2. Mf3 Mc6 3. Tc4 d6
Ta có Khai cuộc Bán Italia (Semi-Italian Opening).
4. Mc3 Tg4?!
Đen giằng (ghim) Mã f3 của Trắng nhằm phục vụ cho cuộc chiến trong trung tâm. Một ý tưởng hợp lý thường gặp, nhưng ở đây có một lỗ hổng chiến thuật với nước đi này.
5. h3
Trong tình thế hiện tại 5.Mxe5? sẽ là một cái bẫy không chắc chắn. Mặc dù Đen vẫn không thể ăn Hậu (5...Txd1??) nếu như không muốn thua trong vòng hai nước, họ sẽ chơi 5...Mxe5 và hơn Mã (đổi một Tốt lấy Mã). Thay vào đó, với 5.h3, Trắng "đặt câu hỏi" lên Tượng Đen; lui về đâu đó trên đường chéo c8-h3, ăn Mã, để mặc kệ, hay như trong ván, di chuyển đến một vị trí bấp bênh.
5... Th5? (xem hình)
Đen muốn duy trì đường giằng, nhưng đây lại là một sai lầm chiến thuật sẽ khiến họ mất ít nhất một Tốt (xem bên dưới). Tối hơn nhất là 5...Txf3, từ bỏ cặp Tượng và chấp nhận cho Trắng phát triển hơn, nhưng vẫn giữ được thế cân bằng về chất. Không thì cũng có thể chơi 5...Te6!?.
6. Mxe5!
Một sự phản bác lại chiến thuật của Đen. Trắng dường như phớt lờ đường giằng và bỏ mặc Hậu. Còn Đen tốt nhất lúc này nên 6...Mxe5 7.Hxh5 Mxc4 8.Hb5+ theo sau đó là 9.Hxc4, dù Trắng hơn một Tốt, nhưng ít nhất Đen còn có thể chơi tiếp. Thay vào đó, nếu Đen tham ăn Hậu, Trắng sẽ chiếu mat trong hai nước:
6... Txd1?? 7. Txf7+ Ve7 8. Md5#
Thế cờ cuối cùng (xem hình) ta gọi là một pure mate (tạm dịch: mat thuần khiết).

## Ván đấu Légal - Saint Brie
Trong ván cờ gốc, Légal đã chấp một Xe (Xa1) đấu với Saint Brie tại Paris năm 1750:
1. e4 e5 2. Mf3 d6 3. Tc4 Tg4?! 4. Mc3 g6? 5. Mxe5 Txd1?? 6. Txf7+ Ve7 7. Md5# 1–0

## Biến thể khác
|   | a | b | c | d | e | f | g | h |   |
| 8 | a8 black rook · d8 white bishop · e8 black king · h8 black rook · a7 black pawn · b7 black pawn · c7 black pawn · f7 black pawn · g7 black pawn · h7 black pawn · c6 black pawn · e4 black knight · g4 black bishop · d3 white pawn · a2 white pawn · b2 white pawn · c2 white pawn · e2 white king · f2 black bishop · g2 white pawn · h2 white pawn · a1 white rook · b1 white knight · d1 white queen · f1 white bishop · h1 white rook | a8 black rook · d8 white bishop · e8 black king · h8 black rook · a7 black pawn · b7 black pawn · c7 black pawn · f7 black pawn · g7 black pawn · h7 black pawn · c6 black pawn · e4 black knight · g4 black bishop · d3 white pawn · a2 white pawn · b2 white pawn · c2 white pawn · e2 white king · f2 black bishop · g2 white pawn · h2 white pawn · a1 white rook · b1 white knight · d1 white queen · f1 white bishop · h1 white rook | a8 black rook · d8 white bishop · e8 black king · h8 black rook · a7 black pawn · b7 black pawn · c7 black pawn · f7 black pawn · g7 black pawn · h7 black pawn · c6 black pawn · e4 black knight · g4 black bishop · d3 white pawn · a2 white pawn · b2 white pawn · c2 white pawn · e2 white king · f2 black bishop · g2 white pawn · h2 white pawn · a1 white rook · b1 white knight · d1 white queen · f1 white bishop · h1 white rook | a8 black rook · d8 white bishop · e8 black king · h8 black rook · a7 black pawn · b7 black pawn · c7 black pawn · f7 black pawn · g7 black pawn · h7 black pawn · c6 black pawn · e4 black knight · g4 black bishop · d3 white pawn · a2 white pawn · b2 white pawn · c2 white pawn · e2 white king · f2 black bishop · g2 white pawn · h2 white pawn · a1 white rook · b1 white knight · d1 white queen · f1 white bishop · h1 white rook | a8 black rook · d8 white bishop · e8 black king · h8 black rook · a7 black pawn · b7 black pawn · c7 black pawn · f7 black pawn · g7 black pawn · h7 black pawn · c6 black pawn · e4 black knight · g4 black bishop · d3 white pawn · a2 white pawn · b2 white pawn · c2 white pawn · e2 white king · f2 black bishop · g2 white pawn · h2 white pawn · a1 white rook · b1 white knight · d1 white queen · f1 white bishop · h1 white rook | a8 black rook · d8 white bishop · e8 black king · h8 black rook · a7 black pawn · b7 black pawn · c7 black pawn · f7 black pawn · g7 black pawn · h7 black pawn · c6 black pawn · e4 black knight · g4 black bishop · d3 white pawn · a2 white pawn · b2 white pawn · c2 white pawn · e2 white king · f2 black bishop · g2 white pawn · h2 white pawn · a1 white rook · b1 white knight · d1 white queen · f1 white bishop · h1 white rook | a8 black rook · d8 white bishop · e8 black king · h8 black rook · a7 black pawn · b7 black pawn · c7 black pawn · f7 black pawn · g7 black pawn · h7 black pawn · c6 black pawn · e4 black knight · g4 black bishop · d3 white pawn · a2 white pawn · b2 white pawn · c2 white pawn · e2 white king · f2 black bishop · g2 white pawn · h2 white pawn · a1 white rook · b1 white knight · d1 white queen · f1 white bishop · h1 white rook | a8 black rook · d8 white bishop · e8 black king · h8 black rook · a7 black pawn · b7 black pawn · c7 black pawn · f7 black pawn · g7 black pawn · h7 black pawn · c6 black pawn · e4 black knight · g4 black bishop · d3 white pawn · a2 white pawn · b2 white pawn · c2 white pawn · e2 white king · f2 black bishop · g2 white pawn · h2 white pawn · a1 white rook · b1 white knight · d1 white queen · f1 white bishop · h1 white rook | 8 |
| 7 | a8 black rook · d8 white bishop · e8 black king · h8 black rook · a7 black pawn · b7 black pawn · c7 black pawn · f7 black pawn · g7 black pawn · h7 black pawn · c6 black pawn · e4 black knight · g4 black bishop · d3 white pawn · a2 white pawn · b2 white pawn · c2 white pawn · e2 white king · f2 black bishop · g2 white pawn · h2 white pawn · a1 white rook · b1 white knight · d1 white queen · f1 white bishop · h1 white rook | a8 black rook · d8 white bishop · e8 black king · h8 black rook · a7 black pawn · b7 black pawn · c7 black pawn · f7 black pawn · g7 black pawn · h7 black pawn · c6 black pawn · e4 black knight · g4 black bishop · d3 white pawn · a2 white pawn · b2 white pawn · c2 white pawn · e2 white king · f2 black bishop · g2 white pawn · h2 white pawn · a1 white rook · b1 white knight · d1 white queen · f1 white bishop · h1 white rook | a8 black rook · d8 white bishop · e8 black king · h8 black rook · a7 black pawn · b7 black pawn · c7 black pawn · f7 black pawn · g7 black pawn · h7 black pawn · c6 black pawn · e4 black knight · g4 black bishop · d3 white pawn · a2 white pawn · b2 white pawn · c2 white pawn · e2 white king · f2 black bishop · g2 white pawn · h2 white pawn · a1 white rook · b1 white knight · d1 white queen · f1 white bishop · h1 white rook | a8 black rook · d8 white bishop · e8 black king · h8 black rook · a7 black pawn · b7 black pawn · c7 black pawn · f7 black pawn · g7 black pawn · h7 black pawn · c6 black pawn · e4 black knight · g4 black bishop · d3 white pawn · a2 white pawn · b2 white pawn · c2 white pawn · e2 white king · f2 black bishop · g2 white pawn · h2 white pawn · a1 white rook · b1 white knight · d1 white queen · f1 white bishop · h1 white rook | a8 black rook · d8 white bishop · e8 black king · h8 black rook · a7 black pawn · b7 black pawn · c7 black pawn · f7 black pawn · g7 black pawn · h7 black pawn · c6 black pawn · e4 black knight · g4 black bishop · d3 white pawn · a2 white pawn · b2 white pawn · c2 white pawn · e2 white king · f2 black bishop · g2 white pawn · h2 white pawn · a1 white rook · b1 white knight · d1 white queen · f1 white bishop · h1 white rook | a8 black rook · d8 white bishop · e8 black king · h8 black rook · a7 black pawn · b7 black pawn · c7 black pawn · f7 black pawn · g7 black pawn · h7 black pawn · c6 black pawn · e4 black knight · g4 black bishop · d3 white pawn · a2 white pawn · b2 white pawn · c2 white pawn · e2 white king · f2 black bishop · g2 white pawn · h2 white pawn · a1 white rook · b1 white knight · d1 white queen · f1 white bishop · h1 white rook | a8 black rook · d8 white bishop · e8 black king · h8 black rook · a7 black pawn · b7 black pawn · c7 black pawn · f7 black pawn · g7 black pawn · h7 black pawn · c6 black pawn · e4 black knight · g4 black bishop · d3 white pawn · a2 white pawn · b2 white pawn · c2 white pawn · e2 white king · f2 black bishop · g2 white pawn · h2 white pawn · a1 white rook · b1 white knight · d1 white queen · f1 white bishop · h1 white rook | a8 black rook · d8 white bishop · e8 black king · h8 black rook · a7 black pawn · b7 black pawn · c7 black pawn · f7 black pawn · g7 black pawn · h7 black pawn · c6 black pawn · e4 black knight · g4 black bishop · d3 white pawn · a2 white pawn · b2 white pawn · c2 white pawn · e2 white king · f2 black bishop · g2 white pawn · h2 white pawn · a1 white rook · b1 white knight · d1 white queen · f1 white bishop · h1 white rook | 7 |
| 6 | a8 black rook · d8 white bishop · e8 black king · h8 black rook · a7 black pawn · b7 black pawn · c7 black pawn · f7 black pawn · g7 black pawn · h7 black pawn · c6 black pawn · e4 black knight · g4 black bishop · d3 white pawn · a2 white pawn · b2 white pawn · c2 white pawn · e2 white king · f2 black bishop · g2 white pawn · h2 white pawn · a1 white rook · b1 white knight · d1 white queen · f1 white bishop · h1 white rook | a8 black rook · d8 white bishop · e8 black king · h8 black rook · a7 black pawn · b7 black pawn · c7 black pawn · f7 black pawn · g7 black pawn · h7 black pawn · c6 black pawn · e4 black knight · g4 black bishop · d3 white pawn · a2 white pawn · b2 white pawn · c2 white pawn · e2 white king · f2 black bishop · g2 white pawn · h2 white pawn · a1 white rook · b1 white knight · d1 white queen · f1 white bishop · h1 white rook | a8 black rook · d8 white bishop · e8 black king · h8 black rook · a7 black pawn · b7 black pawn · c7 black pawn · f7 black pawn · g7 black pawn · h7 black pawn · c6 black pawn · e4 black knight · g4 black bishop · d3 white pawn · a2 white pawn · b2 white pawn · c2 white pawn · e2 white king · f2 black bishop · g2 white pawn · h2 white pawn · a1 white rook · b1 white knight · d1 white queen · f1 white bishop · h1 white rook | a8 black rook · d8 white bishop · e8 black king · h8 black rook · a7 black pawn · b7 black pawn · c7 black pawn · f7 black pawn · g7 black pawn · h7 black pawn · c6 black pawn · e4 black knight · g4 black bishop · d3 white pawn · a2 white pawn · b2 white pawn · c2 white pawn · e2 white king · f2 black bishop · g2 white pawn · h2 white pawn · a1 white rook · b1 white knight · d1 white queen · f1 white bishop · h1 white rook | a8 black rook · d8 white bishop · e8 black king · h8 black rook · a7 black pawn · b7 black pawn · c7 black pawn · f7 black pawn · g7 black pawn · h7 black pawn · c6 black pawn · e4 black knight · g4 black bishop · d3 white pawn · a2 white pawn · b2 white pawn · c2 white pawn · e2 white king · f2 black bishop · g2 white pawn · h2 white pawn · a1 white rook · b1 white knight · d1 white queen · f1 white bishop · h1 white rook | a8 black rook · d8 white bishop · e8 black king · h8 black rook · a7 black pawn · b7 black pawn · c7 black pawn · f7 black pawn · g7 black pawn · h7 black pawn · c6 black pawn · e4 black knight · g4 black bishop · d3 white pawn · a2 white pawn · b2 white pawn · c2 white pawn · e2 white king · f2 black bishop · g2 white pawn · h2 white pawn · a1 white rook · b1 white knight · d1 white queen · f1 white bishop · h1 white rook | a8 black rook · d8 white bishop · e8 black king · h8 black rook · a7 black pawn · b7 black pawn · c7 black pawn · f7 black pawn · g7 black pawn · h7 black pawn · c6 black pawn · e4 black knight · g4 black bishop · d3 white pawn · a2 white pawn · b2 white pawn · c2 white pawn · e2 white king · f2 black bishop · g2 white pawn · h2 white pawn · a1 white rook · b1 white knight · d1 white queen · f1 white bishop · h1 white rook | a8 black rook · d8 white bishop · e8 black king · h8 black rook · a7 black pawn · b7 black pawn · c7 black pawn · f7 black pawn · g7 black pawn · h7 black pawn · c6 black pawn · e4 black knight · g4 black bishop · d3 white pawn · a2 white pawn · b2 white pawn · c2 white pawn · e2 white king · f2 black bishop · g2 white pawn · h2 white pawn · a1 white rook · b1 white knight · d1 white queen · f1 white bishop · h1 white rook | 6 |
| 5 | a8 black rook · d8 white bishop · e8 black king · h8 black rook · a7 black pawn · b7 black pawn · c7 black pawn · f7 black pawn · g7 black pawn · h7 black pawn · c6 black pawn · e4 black knight · g4 black bishop · d3 white pawn · a2 white pawn · b2 white pawn · c2 white pawn · e2 white king · f2 black bishop · g2 white pawn · h2 white pawn · a1 white rook · b1 white knight · d1 white queen · f1 white bishop · h1 white rook | a8 black rook · d8 white bishop · e8 black king · h8 black rook · a7 black pawn · b7 black pawn · c7 black pawn · f7 black pawn · g7 black pawn · h7 black pawn · c6 black pawn · e4 black knight · g4 black bishop · d3 white pawn · a2 white pawn · b2 white pawn · c2 white pawn · e2 white king · f2 black bishop · g2 white pawn · h2 white pawn · a1 white rook · b1 white knight · d1 white queen · f1 white bishop · h1 white rook | a8 black rook · d8 white bishop · e8 black king · h8 black rook · a7 black pawn · b7 black pawn · c7 black pawn · f7 black pawn · g7 black pawn · h7 black pawn · c6 black pawn · e4 black knight · g4 black bishop · d3 white pawn · a2 white pawn · b2 white pawn · c2 white pawn · e2 white king · f2 black bishop · g2 white pawn · h2 white pawn · a1 white rook · b1 white knight · d1 white queen · f1 white bishop · h1 white rook | a8 black rook · d8 white bishop · e8 black king · h8 black rook · a7 black pawn · b7 black pawn · c7 black pawn · f7 black pawn · g7 black pawn · h7 black pawn · c6 black pawn · e4 black knight · g4 black bishop · d3 white pawn · a2 white pawn · b2 white pawn · c2 white pawn · e2 white king · f2 black bishop · g2 white pawn · h2 white pawn · a1 white rook · b1 white knight · d1 white queen · f1 white bishop · h1 white rook | a8 black rook · d8 white bishop · e8 black king · h8 black rook · a7 black pawn · b7 black pawn · c7 black pawn · f7 black pawn · g7 black pawn · h7 black pawn · c6 black pawn · e4 black knight · g4 black bishop · d3 white pawn · a2 white pawn · b2 white pawn · c2 white pawn · e2 white king · f2 black bishop · g2 white pawn · h2 white pawn · a1 white rook · b1 white knight · d1 white queen · f1 white bishop · h1 white rook | a8 black rook · d8 white bishop · e8 black king · h8 black rook · a7 black pawn · b7 black pawn · c7 black pawn · f7 black pawn · g7 black pawn · h7 black pawn · c6 black pawn · e4 black knight · g4 black bishop · d3 white pawn · a2 white pawn · b2 white pawn · c2 white pawn · e2 white king · f2 black bishop · g2 white pawn · h2 white pawn · a1 white rook · b1 white knight · d1 white queen · f1 white bishop · h1 white rook | a8 black rook · d8 white bishop · e8 black king · h8 black rook · a7 black pawn · b7 black pawn · c7 black pawn · f7 black pawn · g7 black pawn · h7 black pawn · c6 black pawn · e4 black knight · g4 black bishop · d3 white pawn · a2 white pawn · b2 white pawn · c2 white pawn · e2 white king · f2 black bishop · g2 white pawn · h2 white pawn · a1 white rook · b1 white knight · d1 white queen · f1 white bishop · h1 white rook | a8 black rook · d8 white bishop · e8 black king · h8 black rook · a7 black pawn · b7 black pawn · c7 black pawn · f7 black pawn · g7 black pawn · h7 black pawn · c6 black pawn · e4 black knight · g4 black bishop · d3 white pawn · a2 white pawn · b2 white pawn · c2 white pawn · e2 white king · f2 black bishop · g2 white pawn · h2 white pawn · a1 white rook · b1 white knight · d1 white queen · f1 white bishop · h1 white rook | 5 |
| 4 | a8 black rook · d8 white bishop · e8 black king · h8 black rook · a7 black pawn · b7 black pawn · c7 black pawn · f7 black pawn · g7 black pawn · h7 black pawn · c6 black pawn · e4 black knight · g4 black bishop · d3 white pawn · a2 white pawn · b2 white pawn · c2 white pawn · e2 white king · f2 black bishop · g2 white pawn · h2 white pawn · a1 white rook · b1 white knight · d1 white queen · f1 white bishop · h1 white rook | a8 black rook · d8 white bishop · e8 black king · h8 black rook · a7 black pawn · b7 black pawn · c7 black pawn · f7 black pawn · g7 black pawn · h7 black pawn · c6 black pawn · e4 black knight · g4 black bishop · d3 white pawn · a2 white pawn · b2 white pawn · c2 white pawn · e2 white king · f2 black bishop · g2 white pawn · h2 white pawn · a1 white rook · b1 white knight · d1 white queen · f1 white bishop · h1 white rook | a8 black rook · d8 white bishop · e8 black king · h8 black rook · a7 black pawn · b7 black pawn · c7 black pawn · f7 black pawn · g7 black pawn · h7 black pawn · c6 black pawn · e4 black knight · g4 black bishop · d3 white pawn · a2 white pawn · b2 white pawn · c2 white pawn · e2 white king · f2 black bishop · g2 white pawn · h2 white pawn · a1 white rook · b1 white knight · d1 white queen · f1 white bishop · h1 white rook | a8 black rook · d8 white bishop · e8 black king · h8 black rook · a7 black pawn · b7 black pawn · c7 black pawn · f7 black pawn · g7 black pawn · h7 black pawn · c6 black pawn · e4 black knight · g4 black bishop · d3 white pawn · a2 white pawn · b2 white pawn · c2 white pawn · e2 white king · f2 black bishop · g2 white pawn · h2 white pawn · a1 white rook · b1 white knight · d1 white queen · f1 white bishop · h1 white rook | a8 black rook · d8 white bishop · e8 black king · h8 black rook · a7 black pawn · b7 black pawn · c7 black pawn · f7 black pawn · g7 black pawn · h7 black pawn · c6 black pawn · e4 black knight · g4 black bishop · d3 white pawn · a2 white pawn · b2 white pawn · c2 white pawn · e2 white king · f2 black bishop · g2 white pawn · h2 white pawn · a1 white rook · b1 white knight · d1 white queen · f1 white bishop · h1 white rook | a8 black rook · d8 white bishop · e8 black king · h8 black rook · a7 black pawn · b7 black pawn · c7 black pawn · f7 black pawn · g7 black pawn · h7 black pawn · c6 black pawn · e4 black knight · g4 black bishop · d3 white pawn · a2 white pawn · b2 white pawn · c2 white pawn · e2 white king · f2 black bishop · g2 white pawn · h2 white pawn · a1 white rook · b1 white knight · d1 white queen · f1 white bishop · h1 white rook | a8 black rook · d8 white bishop · e8 black king · h8 black rook · a7 black pawn · b7 black pawn · c7 black pawn · f7 black pawn · g7 black pawn · h7 black pawn · c6 black pawn · e4 black knight · g4 black bishop · d3 white pawn · a2 white pawn · b2 white pawn · c2 white pawn · e2 white king · f2 black bishop · g2 white pawn · h2 white pawn · a1 white rook · b1 white knight · d1 white queen · f1 white bishop · h1 white rook | a8 black rook · d8 white bishop · e8 black king · h8 black rook · a7 black pawn · b7 black pawn · c7 black pawn · f7 black pawn · g7 black pawn · h7 black pawn · c6 black pawn · e4 black knight · g4 black bishop · d3 white pawn · a2 white pawn · b2 white pawn · c2 white pawn · e2 white king · f2 black bishop · g2 white pawn · h2 white pawn · a1 white rook · b1 white knight · d1 white queen · f1 white bishop · h1 white rook | 4 |
| 3 | a8 black rook · d8 white bishop · e8 black king · h8 black rook · a7 black pawn · b7 black pawn · c7 black pawn · f7 black pawn · g7 black pawn · h7 black pawn · c6 black pawn · e4 black knight · g4 black bishop · d3 white pawn · a2 white pawn · b2 white pawn · c2 white pawn · e2 white king · f2 black bishop · g2 white pawn · h2 white pawn · a1 white rook · b1 white knight · d1 white queen · f1 white bishop · h1 white rook | a8 black rook · d8 white bishop · e8 black king · h8 black rook · a7 black pawn · b7 black pawn · c7 black pawn · f7 black pawn · g7 black pawn · h7 black pawn · c6 black pawn · e4 black knight · g4 black bishop · d3 white pawn · a2 white pawn · b2 white pawn · c2 white pawn · e2 white king · f2 black bishop · g2 white pawn · h2 white pawn · a1 white rook · b1 white knight · d1 white queen · f1 white bishop · h1 white rook | a8 black rook · d8 white bishop · e8 black king · h8 black rook · a7 black pawn · b7 black pawn · c7 black pawn · f7 black pawn · g7 black pawn · h7 black pawn · c6 black pawn · e4 black knight · g4 black bishop · d3 white pawn · a2 white pawn · b2 white pawn · c2 white pawn · e2 white king · f2 black bishop · g2 white pawn · h2 white pawn · a1 white rook · b1 white knight · d1 white queen · f1 white bishop · h1 white rook | a8 black rook · d8 white bishop · e8 black king · h8 black rook · a7 black pawn · b7 black pawn · c7 black pawn · f7 black pawn · g7 black pawn · h7 black pawn · c6 black pawn · e4 black knight · g4 black bishop · d3 white pawn · a2 white pawn · b2 white pawn · c2 white pawn · e2 white king · f2 black bishop · g2 white pawn · h2 white pawn · a1 white rook · b1 white knight · d1 white queen · f1 white bishop · h1 white rook | a8 black rook · d8 white bishop · e8 black king · h8 black rook · a7 black pawn · b7 black pawn · c7 black pawn · f7 black pawn · g7 black pawn · h7 black pawn · c6 black pawn · e4 black knight · g4 black bishop · d3 white pawn · a2 white pawn · b2 white pawn · c2 white pawn · e2 white king · f2 black bishop · g2 white pawn · h2 white pawn · a1 white rook · b1 white knight · d1 white queen · f1 white bishop · h1 white rook | a8 black rook · d8 white bishop · e8 black king · h8 black rook · a7 black pawn · b7 black pawn · c7 black pawn · f7 black pawn · g7 black pawn · h7 black pawn · c6 black pawn · e4 black knight · g4 black bishop · d3 white pawn · a2 white pawn · b2 white pawn · c2 white pawn · e2 white king · f2 black bishop · g2 white pawn · h2 white pawn · a1 white rook · b1 white knight · d1 white queen · f1 white bishop · h1 white rook | a8 black rook · d8 white bishop · e8 black king · h8 black rook · a7 black pawn · b7 black pawn · c7 black pawn · f7 black pawn · g7 black pawn · h7 black pawn · c6 black pawn · e4 black knight · g4 black bishop · d3 white pawn · a2 white pawn · b2 white pawn · c2 white pawn · e2 white king · f2 black bishop · g2 white pawn · h2 white pawn · a1 white rook · b1 white knight · d1 white queen · f1 white bishop · h1 white rook | a8 black rook · d8 white bishop · e8 black king · h8 black rook · a7 black pawn · b7 black pawn · c7 black pawn · f7 black pawn · g7 black pawn · h7 black pawn · c6 black pawn · e4 black knight · g4 black bishop · d3 white pawn · a2 white pawn · b2 white pawn · c2 white pawn · e2 white king · f2 black bishop · g2 white pawn · h2 white pawn · a1 white rook · b1 white knight · d1 white queen · f1 white bishop · h1 white rook | 3 |
| 2 | a8 black rook · d8 white bishop · e8 black king · h8 black rook · a7 black pawn · b7 black pawn · c7 black pawn · f7 black pawn · g7 black pawn · h7 black pawn · c6 black pawn · e4 black knight · g4 black bishop · d3 white pawn · a2 white pawn · b2 white pawn · c2 white pawn · e2 white king · f2 black bishop · g2 white pawn · h2 white pawn · a1 white rook · b1 white knight · d1 white queen · f1 white bishop · h1 white rook | a8 black rook · d8 white bishop · e8 black king · h8 black rook · a7 black pawn · b7 black pawn · c7 black pawn · f7 black pawn · g7 black pawn · h7 black pawn · c6 black pawn · e4 black knight · g4 black bishop · d3 white pawn · a2 white pawn · b2 white pawn · c2 white pawn · e2 white king · f2 black bishop · g2 white pawn · h2 white pawn · a1 white rook · b1 white knight · d1 white queen · f1 white bishop · h1 white rook | a8 black rook · d8 white bishop · e8 black king · h8 black rook · a7 black pawn · b7 black pawn · c7 black pawn · f7 black pawn · g7 black pawn · h7 black pawn · c6 black pawn · e4 black knight · g4 black bishop · d3 white pawn · a2 white pawn · b2 white pawn · c2 white pawn · e2 white king · f2 black bishop · g2 white pawn · h2 white pawn · a1 white rook · b1 white knight · d1 white queen · f1 white bishop · h1 white rook | a8 black rook · d8 white bishop · e8 black king · h8 black rook · a7 black pawn · b7 black pawn · c7 black pawn · f7 black pawn · g7 black pawn · h7 black pawn · c6 black pawn · e4 black knight · g4 black bishop · d3 white pawn · a2 white pawn · b2 white pawn · c2 white pawn · e2 white king · f2 black bishop · g2 white pawn · h2 white pawn · a1 white rook · b1 white knight · d1 white queen · f1 white bishop · h1 white rook | a8 black rook · d8 white bishop · e8 black king · h8 black rook · a7 black pawn · b7 black pawn · c7 black pawn · f7 black pawn · g7 black pawn · h7 black pawn · c6 black pawn · e4 black knight · g4 black bishop · d3 white pawn · a2 white pawn · b2 white pawn · c2 white pawn · e2 white king · f2 black bishop · g2 white pawn · h2 white pawn · a1 white rook · b1 white knight · d1 white queen · f1 white bishop · h1 white rook | a8 black rook · d8 white bishop · e8 black king · h8 black rook · a7 black pawn · b7 black pawn · c7 black pawn · f7 black pawn · g7 black pawn · h7 black pawn · c6 black pawn · e4 black knight · g4 black bishop · d3 white pawn · a2 white pawn · b2 white pawn · c2 white pawn · e2 white king · f2 black bishop · g2 white pawn · h2 white pawn · a1 white rook · b1 white knight · d1 white queen · f1 white bishop · h1 white rook | a8 black rook · d8 white bishop · e8 black king · h8 black rook · a7 black pawn · b7 black pawn · c7 black pawn · f7 black pawn · g7 black pawn · h7 black pawn · c6 black pawn · e4 black knight · g4 black bishop · d3 white pawn · a2 white pawn · b2 white pawn · c2 white pawn · e2 white king · f2 black bishop · g2 white pawn · h2 white pawn · a1 white rook · b1 white knight · d1 white queen · f1 white bishop · h1 white rook | a8 black rook · d8 white bishop · e8 black king · h8 black rook · a7 black pawn · b7 black pawn · c7 black pawn · f7 black pawn · g7 black pawn · h7 black pawn · c6 black pawn · e4 black knight · g4 black bishop · d3 white pawn · a2 white pawn · b2 white pawn · c2 white pawn · e2 white king · f2 black bishop · g2 white pawn · h2 white pawn · a1 white rook · b1 white knight · d1 white queen · f1 white bishop · h1 white rook | 2 |
| 1 | a8 black rook · d8 white bishop · e8 black king · h8 black rook · a7 black pawn · b7 black pawn · c7 black pawn · f7 black pawn · g7 black pawn · h7 black pawn · c6 black pawn · e4 black knight · g4 black bishop · d3 white pawn · a2 white pawn · b2 white pawn · c2 white pawn · e2 white king · f2 black bishop · g2 white pawn · h2 white pawn · a1 white rook · b1 white knight · d1 white queen · f1 white bishop · h1 white rook | a8 black rook · d8 white bishop · e8 black king · h8 black rook · a7 black pawn · b7 black pawn · c7 black pawn · f7 black pawn · g7 black pawn · h7 black pawn · c6 black pawn · e4 black knight · g4 black bishop · d3 white pawn · a2 white pawn · b2 white pawn · c2 white pawn · e2 white king · f2 black bishop · g2 white pawn · h2 white pawn · a1 white rook · b1 white knight · d1 white queen · f1 white bishop · h1 white rook | a8 black rook · d8 white bishop · e8 black king · h8 black rook · a7 black pawn · b7 black pawn · c7 black pawn · f7 black pawn · g7 black pawn · h7 black pawn · c6 black pawn · e4 black knight · g4 black bishop · d3 white pawn · a2 white pawn · b2 white pawn · c2 white pawn · e2 white king · f2 black bishop · g2 white pawn · h2 white pawn · a1 white rook · b1 white knight · d1 white queen · f1 white bishop · h1 white rook | a8 black rook · d8 white bishop · e8 black king · h8 black rook · a7 black pawn · b7 black pawn · c7 black pawn · f7 black pawn · g7 black pawn · h7 black pawn · c6 black pawn · e4 black knight · g4 black bishop · d3 white pawn · a2 white pawn · b2 white pawn · c2 white pawn · e2 white king · f2 black bishop · g2 white pawn · h2 white pawn · a1 white rook · b1 white knight · d1 white queen · f1 white bishop · h1 white rook | a8 black rook · d8 white bishop · e8 black king · h8 black rook · a7 black pawn · b7 black pawn · c7 black pawn · f7 black pawn · g7 black pawn · h7 black pawn · c6 black pawn · e4 black knight · g4 black bishop · d3 white pawn · a2 white pawn · b2 white pawn · c2 white pawn · e2 white king · f2 black bishop · g2 white pawn · h2 white pawn · a1 white rook · b1 white knight · d1 white queen · f1 white bishop · h1 white rook | a8 black rook · d8 white bishop · e8 black king · h8 black rook · a7 black pawn · b7 black pawn · c7 black pawn · f7 black pawn · g7 black pawn · h7 black pawn · c6 black pawn · e4 black knight · g4 black bishop · d3 white pawn · a2 white pawn · b2 white pawn · c2 white pawn · e2 white king · f2 black bishop · g2 white pawn · h2 white pawn · a1 white rook · b1 white knight · d1 white queen · f1 white bishop · h1 white rook | a8 black rook · d8 white bishop · e8 black king · h8 black rook · a7 black pawn · b7 black pawn · c7 black pawn · f7 black pawn · g7 black pawn · h7 black pawn · c6 black pawn · e4 black knight · g4 black bishop · d3 white pawn · a2 white pawn · b2 white pawn · c2 white pawn · e2 white king · f2 black bishop · g2 white pawn · h2 white pawn · a1 white rook · b1 white knight · d1 white queen · f1 white bishop · h1 white rook | a8 black rook · d8 white bishop · e8 black king · h8 black rook · a7 black pawn · b7 black pawn · c7 black pawn · f7 black pawn · g7 black pawn · h7 black pawn · c6 black pawn · e4 black knight · g4 black bishop · d3 white pawn · a2 white pawn · b2 white pawn · c2 white pawn · e2 white king · f2 black bishop · g2 white pawn · h2 white pawn · a1 white rook · b1 white knight · d1 white queen · f1 white bishop · h1 white rook | 1 |
|   | a | b | c | d | e | f | g | h |   |

|   | a | b | c | d | e | f | g | h |   |
| 8 | a8 black rook · f8 black king · h8 black rook · a7 black pawn · c7 black pawn · e7 black knight · f7 black pawn · g7 black pawn · h7 black pawn · b6 black bishop · d6 black pawn · f6 black queen · e5 black pawn · a4 white bishop · e4 white pawn · g4 black bishop · c3 white pawn · d3 white pawn · e3 white bishop · f3 white knight · b2 white pawn · f2 white pawn · g2 white pawn · h2 white pawn · a1 white rook · d1 white queen · e1 white king · h1 white rook | a8 black rook · f8 black king · h8 black rook · a7 black pawn · c7 black pawn · e7 black knight · f7 black pawn · g7 black pawn · h7 black pawn · b6 black bishop · d6 black pawn · f6 black queen · e5 black pawn · a4 white bishop · e4 white pawn · g4 black bishop · c3 white pawn · d3 white pawn · e3 white bishop · f3 white knight · b2 white pawn · f2 white pawn · g2 white pawn · h2 white pawn · a1 white rook · d1 white queen · e1 white king · h1 white rook | a8 black rook · f8 black king · h8 black rook · a7 black pawn · c7 black pawn · e7 black knight · f7 black pawn · g7 black pawn · h7 black pawn · b6 black bishop · d6 black pawn · f6 black queen · e5 black pawn · a4 white bishop · e4 white pawn · g4 black bishop · c3 white pawn · d3 white pawn · e3 white bishop · f3 white knight · b2 white pawn · f2 white pawn · g2 white pawn · h2 white pawn · a1 white rook · d1 white queen · e1 white king · h1 white rook | a8 black rook · f8 black king · h8 black rook · a7 black pawn · c7 black pawn · e7 black knight · f7 black pawn · g7 black pawn · h7 black pawn · b6 black bishop · d6 black pawn · f6 black queen · e5 black pawn · a4 white bishop · e4 white pawn · g4 black bishop · c3 white pawn · d3 white pawn · e3 white bishop · f3 white knight · b2 white pawn · f2 white pawn · g2 white pawn · h2 white pawn · a1 white rook · d1 white queen · e1 white king · h1 white rook | a8 black rook · f8 black king · h8 black rook · a7 black pawn · c7 black pawn · e7 black knight · f7 black pawn · g7 black pawn · h7 black pawn · b6 black bishop · d6 black pawn · f6 black queen · e5 black pawn · a4 white bishop · e4 white pawn · g4 black bishop · c3 white pawn · d3 white pawn · e3 white bishop · f3 white knight · b2 white pawn · f2 white pawn · g2 white pawn · h2 white pawn · a1 white rook · d1 white queen · e1 white king · h1 white rook | a8 black rook · f8 black king · h8 black rook · a7 black pawn · c7 black pawn · e7 black knight · f7 black pawn · g7 black pawn · h7 black pawn · b6 black bishop · d6 black pawn · f6 black queen · e5 black pawn · a4 white bishop · e4 white pawn · g4 black bishop · c3 white pawn · d3 white pawn · e3 white bishop · f3 white knight · b2 white pawn · f2 white pawn · g2 white pawn · h2 white pawn · a1 white rook · d1 white queen · e1 white king · h1 white rook | a8 black rook · f8 black king · h8 black rook · a7 black pawn · c7 black pawn · e7 black knight · f7 black pawn · g7 black pawn · h7 black pawn · b6 black bishop · d6 black pawn · f6 black queen · e5 black pawn · a4 white bishop · e4 white pawn · g4 black bishop · c3 white pawn · d3 white pawn · e3 white bishop · f3 white knight · b2 white pawn · f2 white pawn · g2 white pawn · h2 white pawn · a1 white rook · d1 white queen · e1 white king · h1 white rook | a8 black rook · f8 black king · h8 black rook · a7 black pawn · c7 black pawn · e7 black knight · f7 black pawn · g7 black pawn · h7 black pawn · b6 black bishop · d6 black pawn · f6 black queen · e5 black pawn · a4 white bishop · e4 white pawn · g4 black bishop · c3 white pawn · d3 white pawn · e3 white bishop · f3 white knight · b2 white pawn · f2 white pawn · g2 white pawn · h2 white pawn · a1 white rook · d1 white queen · e1 white king · h1 white rook | 8 |
| 7 | a8 black rook · f8 black king · h8 black rook · a7 black pawn · c7 black pawn · e7 black knight · f7 black pawn · g7 black pawn · h7 black pawn · b6 black bishop · d6 black pawn · f6 black queen · e5 black pawn · a4 white bishop · e4 white pawn · g4 black bishop · c3 white pawn · d3 white pawn · e3 white bishop · f3 white knight · b2 white pawn · f2 white pawn · g2 white pawn · h2 white pawn · a1 white rook · d1 white queen · e1 white king · h1 white rook | a8 black rook · f8 black king · h8 black rook · a7 black pawn · c7 black pawn · e7 black knight · f7 black pawn · g7 black pawn · h7 black pawn · b6 black bishop · d6 black pawn · f6 black queen · e5 black pawn · a4 white bishop · e4 white pawn · g4 black bishop · c3 white pawn · d3 white pawn · e3 white bishop · f3 white knight · b2 white pawn · f2 white pawn · g2 white pawn · h2 white pawn · a1 white rook · d1 white queen · e1 white king · h1 white rook | a8 black rook · f8 black king · h8 black rook · a7 black pawn · c7 black pawn · e7 black knight · f7 black pawn · g7 black pawn · h7 black pawn · b6 black bishop · d6 black pawn · f6 black queen · e5 black pawn · a4 white bishop · e4 white pawn · g4 black bishop · c3 white pawn · d3 white pawn · e3 white bishop · f3 white knight · b2 white pawn · f2 white pawn · g2 white pawn · h2 white pawn · a1 white rook · d1 white queen · e1 white king · h1 white rook | a8 black rook · f8 black king · h8 black rook · a7 black pawn · c7 black pawn · e7 black knight · f7 black pawn · g7 black pawn · h7 black pawn · b6 black bishop · d6 black pawn · f6 black queen · e5 black pawn · a4 white bishop · e4 white pawn · g4 black bishop · c3 white pawn · d3 white pawn · e3 white bishop · f3 white knight · b2 white pawn · f2 white pawn · g2 white pawn · h2 white pawn · a1 white rook · d1 white queen · e1 white king · h1 white rook | a8 black rook · f8 black king · h8 black rook · a7 black pawn · c7 black pawn · e7 black knight · f7 black pawn · g7 black pawn · h7 black pawn · b6 black bishop · d6 black pawn · f6 black queen · e5 black pawn · a4 white bishop · e4 white pawn · g4 black bishop · c3 white pawn · d3 white pawn · e3 white bishop · f3 white knight · b2 white pawn · f2 white pawn · g2 white pawn · h2 white pawn · a1 white rook · d1 white queen · e1 white king · h1 white rook | a8 black rook · f8 black king · h8 black rook · a7 black pawn · c7 black pawn · e7 black knight · f7 black pawn · g7 black pawn · h7 black pawn · b6 black bishop · d6 black pawn · f6 black queen · e5 black pawn · a4 white bishop · e4 white pawn · g4 black bishop · c3 white pawn · d3 white pawn · e3 white bishop · f3 white knight · b2 white pawn · f2 white pawn · g2 white pawn · h2 white pawn · a1 white rook · d1 white queen · e1 white king · h1 white rook | a8 black rook · f8 black king · h8 black rook · a7 black pawn · c7 black pawn · e7 black knight · f7 black pawn · g7 black pawn · h7 black pawn · b6 black bishop · d6 black pawn · f6 black queen · e5 black pawn · a4 white bishop · e4 white pawn · g4 black bishop · c3 white pawn · d3 white pawn · e3 white bishop · f3 white knight · b2 white pawn · f2 white pawn · g2 white pawn · h2 white pawn · a1 white rook · d1 white queen · e1 white king · h1 white rook | a8 black rook · f8 black king · h8 black rook · a7 black pawn · c7 black pawn · e7 black knight · f7 black pawn · g7 black pawn · h7 black pawn · b6 black bishop · d6 black pawn · f6 black queen · e5 black pawn · a4 white bishop · e4 white pawn · g4 black bishop · c3 white pawn · d3 white pawn · e3 white bishop · f3 white knight · b2 white pawn · f2 white pawn · g2 white pawn · h2 white pawn · a1 white rook · d1 white queen · e1 white king · h1 white rook | 7 |
| 6 | a8 black rook · f8 black king · h8 black rook · a7 black pawn · c7 black pawn · e7 black knight · f7 black pawn · g7 black pawn · h7 black pawn · b6 black bishop · d6 black pawn · f6 black queen · e5 black pawn · a4 white bishop · e4 white pawn · g4 black bishop · c3 white pawn · d3 white pawn · e3 white bishop · f3 white knight · b2 white pawn · f2 white pawn · g2 white pawn · h2 white pawn · a1 white rook · d1 white queen · e1 white king · h1 white rook | a8 black rook · f8 black king · h8 black rook · a7 black pawn · c7 black pawn · e7 black knight · f7 black pawn · g7 black pawn · h7 black pawn · b6 black bishop · d6 black pawn · f6 black queen · e5 black pawn · a4 white bishop · e4 white pawn · g4 black bishop · c3 white pawn · d3 white pawn · e3 white bishop · f3 white knight · b2 white pawn · f2 white pawn · g2 white pawn · h2 white pawn · a1 white rook · d1 white queen · e1 white king · h1 white rook | a8 black rook · f8 black king · h8 black rook · a7 black pawn · c7 black pawn · e7 black knight · f7 black pawn · g7 black pawn · h7 black pawn · b6 black bishop · d6 black pawn · f6 black queen · e5 black pawn · a4 white bishop · e4 white pawn · g4 black bishop · c3 white pawn · d3 white pawn · e3 white bishop · f3 white knight · b2 white pawn · f2 white pawn · g2 white pawn · h2 white pawn · a1 white rook · d1 white queen · e1 white king · h1 white rook | a8 black rook · f8 black king · h8 black rook · a7 black pawn · c7 black pawn · e7 black knight · f7 black pawn · g7 black pawn · h7 black pawn · b6 black bishop · d6 black pawn · f6 black queen · e5 black pawn · a4 white bishop · e4 white pawn · g4 black bishop · c3 white pawn · d3 white pawn · e3 white bishop · f3 white knight · b2 white pawn · f2 white pawn · g2 white pawn · h2 white pawn · a1 white rook · d1 white queen · e1 white king · h1 white rook | a8 black rook · f8 black king · h8 black rook · a7 black pawn · c7 black pawn · e7 black knight · f7 black pawn · g7 black pawn · h7 black pawn · b6 black bishop · d6 black pawn · f6 black queen · e5 black pawn · a4 white bishop · e4 white pawn · g4 black bishop · c3 white pawn · d3 white pawn · e3 white bishop · f3 white knight · b2 white pawn · f2 white pawn · g2 white pawn · h2 white pawn · a1 white rook · d1 white queen · e1 white king · h1 white rook | a8 black rook · f8 black king · h8 black rook · a7 black pawn · c7 black pawn · e7 black knight · f7 black pawn · g7 black pawn · h7 black pawn · b6 black bishop · d6 black pawn · f6 black queen · e5 black pawn · a4 white bishop · e4 white pawn · g4 black bishop · c3 white pawn · d3 white pawn · e3 white bishop · f3 white knight · b2 white pawn · f2 white pawn · g2 white pawn · h2 white pawn · a1 white rook · d1 white queen · e1 white king · h1 white rook | a8 black rook · f8 black king · h8 black rook · a7 black pawn · c7 black pawn · e7 black knight · f7 black pawn · g7 black pawn · h7 black pawn · b6 black bishop · d6 black pawn · f6 black queen · e5 black pawn · a4 white bishop · e4 white pawn · g4 black bishop · c3 white pawn · d3 white pawn · e3 white bishop · f3 white knight · b2 white pawn · f2 white pawn · g2 white pawn · h2 white pawn · a1 white rook · d1 white queen · e1 white king · h1 white rook | a8 black rook · f8 black king · h8 black rook · a7 black pawn · c7 black pawn · e7 black knight · f7 black pawn · g7 black pawn · h7 black pawn · b6 black bishop · d6 black pawn · f6 black queen · e5 black pawn · a4 white bishop · e4 white pawn · g4 black bishop · c3 white pawn · d3 white pawn · e3 white bishop · f3 white knight · b2 white pawn · f2 white pawn · g2 white pawn · h2 white pawn · a1 white rook · d1 white queen · e1 white king · h1 white rook | 6 |
| 5 | a8 black rook · f8 black king · h8 black rook · a7 black pawn · c7 black pawn · e7 black knight · f7 black pawn · g7 black pawn · h7 black pawn · b6 black bishop · d6 black pawn · f6 black queen · e5 black pawn · a4 white bishop · e4 white pawn · g4 black bishop · c3 white pawn · d3 white pawn · e3 white bishop · f3 white knight · b2 white pawn · f2 white pawn · g2 white pawn · h2 white pawn · a1 white rook · d1 white queen · e1 white king · h1 white rook | a8 black rook · f8 black king · h8 black rook · a7 black pawn · c7 black pawn · e7 black knight · f7 black pawn · g7 black pawn · h7 black pawn · b6 black bishop · d6 black pawn · f6 black queen · e5 black pawn · a4 white bishop · e4 white pawn · g4 black bishop · c3 white pawn · d3 white pawn · e3 white bishop · f3 white knight · b2 white pawn · f2 white pawn · g2 white pawn · h2 white pawn · a1 white rook · d1 white queen · e1 white king · h1 white rook | a8 black rook · f8 black king · h8 black rook · a7 black pawn · c7 black pawn · e7 black knight · f7 black pawn · g7 black pawn · h7 black pawn · b6 black bishop · d6 black pawn · f6 black queen · e5 black pawn · a4 white bishop · e4 white pawn · g4 black bishop · c3 white pawn · d3 white pawn · e3 white bishop · f3 white knight · b2 white pawn · f2 white pawn · g2 white pawn · h2 white pawn · a1 white rook · d1 white queen · e1 white king · h1 white rook | a8 black rook · f8 black king · h8 black rook · a7 black pawn · c7 black pawn · e7 black knight · f7 black pawn · g7 black pawn · h7 black pawn · b6 black bishop · d6 black pawn · f6 black queen · e5 black pawn · a4 white bishop · e4 white pawn · g4 black bishop · c3 white pawn · d3 white pawn · e3 white bishop · f3 white knight · b2 white pawn · f2 white pawn · g2 white pawn · h2 white pawn · a1 white rook · d1 white queen · e1 white king · h1 white rook | a8 black rook · f8 black king · h8 black rook · a7 black pawn · c7 black pawn · e7 black knight · f7 black pawn · g7 black pawn · h7 black pawn · b6 black bishop · d6 black pawn · f6 black queen · e5 black pawn · a4 white bishop · e4 white pawn · g4 black bishop · c3 white pawn · d3 white pawn · e3 white bishop · f3 white knight · b2 white pawn · f2 white pawn · g2 white pawn · h2 white pawn · a1 white rook · d1 white queen · e1 white king · h1 white rook | a8 black rook · f8 black king · h8 black rook · a7 black pawn · c7 black pawn · e7 black knight · f7 black pawn · g7 black pawn · h7 black pawn · b6 black bishop · d6 black pawn · f6 black queen · e5 black pawn · a4 white bishop · e4 white pawn · g4 black bishop · c3 white pawn · d3 white pawn · e3 white bishop · f3 white knight · b2 white pawn · f2 white pawn · g2 white pawn · h2 white pawn · a1 white rook · d1 white queen · e1 white king · h1 white rook | a8 black rook · f8 black king · h8 black rook · a7 black pawn · c7 black pawn · e7 black knight · f7 black pawn · g7 black pawn · h7 black pawn · b6 black bishop · d6 black pawn · f6 black queen · e5 black pawn · a4 white bishop · e4 white pawn · g4 black bishop · c3 white pawn · d3 white pawn · e3 white bishop · f3 white knight · b2 white pawn · f2 white pawn · g2 white pawn · h2 white pawn · a1 white rook · d1 white queen · e1 white king · h1 white rook | a8 black rook · f8 black king · h8 black rook · a7 black pawn · c7 black pawn · e7 black knight · f7 black pawn · g7 black pawn · h7 black pawn · b6 black bishop · d6 black pawn · f6 black queen · e5 black pawn · a4 white bishop · e4 white pawn · g4 black bishop · c3 white pawn · d3 white pawn · e3 white bishop · f3 white knight · b2 white pawn · f2 white pawn · g2 white pawn · h2 white pawn · a1 white rook · d1 white queen · e1 white king · h1 white rook | 5 |
| 4 | a8 black rook · f8 black king · h8 black rook · a7 black pawn · c7 black pawn · e7 black knight · f7 black pawn · g7 black pawn · h7 black pawn · b6 black bishop · d6 black pawn · f6 black queen · e5 black pawn · a4 white bishop · e4 white pawn · g4 black bishop · c3 white pawn · d3 white pawn · e3 white bishop · f3 white knight · b2 white pawn · f2 white pawn · g2 white pawn · h2 white pawn · a1 white rook · d1 white queen · e1 white king · h1 white rook | a8 black rook · f8 black king · h8 black rook · a7 black pawn · c7 black pawn · e7 black knight · f7 black pawn · g7 black pawn · h7 black pawn · b6 black bishop · d6 black pawn · f6 black queen · e5 black pawn · a4 white bishop · e4 white pawn · g4 black bishop · c3 white pawn · d3 white pawn · e3 white bishop · f3 white knight · b2 white pawn · f2 white pawn · g2 white pawn · h2 white pawn · a1 white rook · d1 white queen · e1 white king · h1 white rook | a8 black rook · f8 black king · h8 black rook · a7 black pawn · c7 black pawn · e7 black knight · f7 black pawn · g7 black pawn · h7 black pawn · b6 black bishop · d6 black pawn · f6 black queen · e5 black pawn · a4 white bishop · e4 white pawn · g4 black bishop · c3 white pawn · d3 white pawn · e3 white bishop · f3 white knight · b2 white pawn · f2 white pawn · g2 white pawn · h2 white pawn · a1 white rook · d1 white queen · e1 white king · h1 white rook | a8 black rook · f8 black king · h8 black rook · a7 black pawn · c7 black pawn · e7 black knight · f7 black pawn · g7 black pawn · h7 black pawn · b6 black bishop · d6 black pawn · f6 black queen · e5 black pawn · a4 white bishop · e4 white pawn · g4 black bishop · c3 white pawn · d3 white pawn · e3 white bishop · f3 white knight · b2 white pawn · f2 white pawn · g2 white pawn · h2 white pawn · a1 white rook · d1 white queen · e1 white king · h1 white rook | a8 black rook · f8 black king · h8 black rook · a7 black pawn · c7 black pawn · e7 black knight · f7 black pawn · g7 black pawn · h7 black pawn · b6 black bishop · d6 black pawn · f6 black queen · e5 black pawn · a4 white bishop · e4 white pawn · g4 black bishop · c3 white pawn · d3 white pawn · e3 white bishop · f3 white knight · b2 white pawn · f2 white pawn · g2 white pawn · h2 white pawn · a1 white rook · d1 white queen · e1 white king · h1 white rook | a8 black rook · f8 black king · h8 black rook · a7 black pawn · c7 black pawn · e7 black knight · f7 black pawn · g7 black pawn · h7 black pawn · b6 black bishop · d6 black pawn · f6 black queen · e5 black pawn · a4 white bishop · e4 white pawn · g4 black bishop · c3 white pawn · d3 white pawn · e3 white bishop · f3 white knight · b2 white pawn · f2 white pawn · g2 white pawn · h2 white pawn · a1 white rook · d1 white queen · e1 white king · h1 white rook | a8 black rook · f8 black king · h8 black rook · a7 black pawn · c7 black pawn · e7 black knight · f7 black pawn · g7 black pawn · h7 black pawn · b6 black bishop · d6 black pawn · f6 black queen · e5 black pawn · a4 white bishop · e4 white pawn · g4 black bishop · c3 white pawn · d3 white pawn · e3 white bishop · f3 white knight · b2 white pawn · f2 white pawn · g2 white pawn · h2 white pawn · a1 white rook · d1 white queen · e1 white king · h1 white rook | a8 black rook · f8 black king · h8 black rook · a7 black pawn · c7 black pawn · e7 black knight · f7 black pawn · g7 black pawn · h7 black pawn · b6 black bishop · d6 black pawn · f6 black queen · e5 black pawn · a4 white bishop · e4 white pawn · g4 black bishop · c3 white pawn · d3 white pawn · e3 white bishop · f3 white knight · b2 white pawn · f2 white pawn · g2 white pawn · h2 white pawn · a1 white rook · d1 white queen · e1 white king · h1 white rook | 4 |
| 3 | a8 black rook · f8 black king · h8 black rook · a7 black pawn · c7 black pawn · e7 black knight · f7 black pawn · g7 black pawn · h7 black pawn · b6 black bishop · d6 black pawn · f6 black queen · e5 black pawn · a4 white bishop · e4 white pawn · g4 black bishop · c3 white pawn · d3 white pawn · e3 white bishop · f3 white knight · b2 white pawn · f2 white pawn · g2 white pawn · h2 white pawn · a1 white rook · d1 white queen · e1 white king · h1 white rook | a8 black rook · f8 black king · h8 black rook · a7 black pawn · c7 black pawn · e7 black knight · f7 black pawn · g7 black pawn · h7 black pawn · b6 black bishop · d6 black pawn · f6 black queen · e5 black pawn · a4 white bishop · e4 white pawn · g4 black bishop · c3 white pawn · d3 white pawn · e3 white bishop · f3 white knight · b2 white pawn · f2 white pawn · g2 white pawn · h2 white pawn · a1 white rook · d1 white queen · e1 white king · h1 white rook | a8 black rook · f8 black king · h8 black rook · a7 black pawn · c7 black pawn · e7 black knight · f7 black pawn · g7 black pawn · h7 black pawn · b6 black bishop · d6 black pawn · f6 black queen · e5 black pawn · a4 white bishop · e4 white pawn · g4 black bishop · c3 white pawn · d3 white pawn · e3 white bishop · f3 white knight · b2 white pawn · f2 white pawn · g2 white pawn · h2 white pawn · a1 white rook · d1 white queen · e1 white king · h1 white rook | a8 black rook · f8 black king · h8 black rook · a7 black pawn · c7 black pawn · e7 black knight · f7 black pawn · g7 black pawn · h7 black pawn · b6 black bishop · d6 black pawn · f6 black queen · e5 black pawn · a4 white bishop · e4 white pawn · g4 black bishop · c3 white pawn · d3 white pawn · e3 white bishop · f3 white knight · b2 white pawn · f2 white pawn · g2 white pawn · h2 white pawn · a1 white rook · d1 white queen · e1 white king · h1 white rook | a8 black rook · f8 black king · h8 black rook · a7 black pawn · c7 black pawn · e7 black knight · f7 black pawn · g7 black pawn · h7 black pawn · b6 black bishop · d6 black pawn · f6 black queen · e5 black pawn · a4 white bishop · e4 white pawn · g4 black bishop · c3 white pawn · d3 white pawn · e3 white bishop · f3 white knight · b2 white pawn · f2 white pawn · g2 white pawn · h2 white pawn · a1 white rook · d1 white queen · e1 white king · h1 white rook | a8 black rook · f8 black king · h8 black rook · a7 black pawn · c7 black pawn · e7 black knight · f7 black pawn · g7 black pawn · h7 black pawn · b6 black bishop · d6 black pawn · f6 black queen · e5 black pawn · a4 white bishop · e4 white pawn · g4 black bishop · c3 white pawn · d3 white pawn · e3 white bishop · f3 white knight · b2 white pawn · f2 white pawn · g2 white pawn · h2 white pawn · a1 white rook · d1 white queen · e1 white king · h1 white rook | a8 black rook · f8 black king · h8 black rook · a7 black pawn · c7 black pawn · e7 black knight · f7 black pawn · g7 black pawn · h7 black pawn · b6 black bishop · d6 black pawn · f6 black queen · e5 black pawn · a4 white bishop · e4 white pawn · g4 black bishop · c3 white pawn · d3 white pawn · e3 white bishop · f3 white knight · b2 white pawn · f2 white pawn · g2 white pawn · h2 white pawn · a1 white rook · d1 white queen · e1 white king · h1 white rook | a8 black rook · f8 black king · h8 black rook · a7 black pawn · c7 black pawn · e7 black knight · f7 black pawn · g7 black pawn · h7 black pawn · b6 black bishop · d6 black pawn · f6 black queen · e5 black pawn · a4 white bishop · e4 white pawn · g4 black bishop · c3 white pawn · d3 white pawn · e3 white bishop · f3 white knight · b2 white pawn · f2 white pawn · g2 white pawn · h2 white pawn · a1 white rook · d1 white queen · e1 white king · h1 white rook | 3 |
| 2 | a8 black rook · f8 black king · h8 black rook · a7 black pawn · c7 black pawn · e7 black knight · f7 black pawn · g7 black pawn · h7 black pawn · b6 black bishop · d6 black pawn · f6 black queen · e5 black pawn · a4 white bishop · e4 white pawn · g4 black bishop · c3 white pawn · d3 white pawn · e3 white bishop · f3 white knight · b2 white pawn · f2 white pawn · g2 white pawn · h2 white pawn · a1 white rook · d1 white queen · e1 white king · h1 white rook | a8 black rook · f8 black king · h8 black rook · a7 black pawn · c7 black pawn · e7 black knight · f7 black pawn · g7 black pawn · h7 black pawn · b6 black bishop · d6 black pawn · f6 black queen · e5 black pawn · a4 white bishop · e4 white pawn · g4 black bishop · c3 white pawn · d3 white pawn · e3 white bishop · f3 white knight · b2 white pawn · f2 white pawn · g2 white pawn · h2 white pawn · a1 white rook · d1 white queen · e1 white king · h1 white rook | a8 black rook · f8 black king · h8 black rook · a7 black pawn · c7 black pawn · e7 black knight · f7 black pawn · g7 black pawn · h7 black pawn · b6 black bishop · d6 black pawn · f6 black queen · e5 black pawn · a4 white bishop · e4 white pawn · g4 black bishop · c3 white pawn · d3 white pawn · e3 white bishop · f3 white knight · b2 white pawn · f2 white pawn · g2 white pawn · h2 white pawn · a1 white rook · d1 white queen · e1 white king · h1 white rook | a8 black rook · f8 black king · h8 black rook · a7 black pawn · c7 black pawn · e7 black knight · f7 black pawn · g7 black pawn · h7 black pawn · b6 black bishop · d6 black pawn · f6 black queen · e5 black pawn · a4 white bishop · e4 white pawn · g4 black bishop · c3 white pawn · d3 white pawn · e3 white bishop · f3 white knight · b2 white pawn · f2 white pawn · g2 white pawn · h2 white pawn · a1 white rook · d1 white queen · e1 white king · h1 white rook | a8 black rook · f8 black king · h8 black rook · a7 black pawn · c7 black pawn · e7 black knight · f7 black pawn · g7 black pawn · h7 black pawn · b6 black bishop · d6 black pawn · f6 black queen · e5 black pawn · a4 white bishop · e4 white pawn · g4 black bishop · c3 white pawn · d3 white pawn · e3 white bishop · f3 white knight · b2 white pawn · f2 white pawn · g2 white pawn · h2 white pawn · a1 white rook · d1 white queen · e1 white king · h1 white rook | a8 black rook · f8 black king · h8 black rook · a7 black pawn · c7 black pawn · e7 black knight · f7 black pawn · g7 black pawn · h7 black pawn · b6 black bishop · d6 black pawn · f6 black queen · e5 black pawn · a4 white bishop · e4 white pawn · g4 black bishop · c3 white pawn · d3 white pawn · e3 white bishop · f3 white knight · b2 white pawn · f2 white pawn · g2 white pawn · h2 white pawn · a1 white rook · d1 white queen · e1 white king · h1 white rook | a8 black rook · f8 black king · h8 black rook · a7 black pawn · c7 black pawn · e7 black knight · f7 black pawn · g7 black pawn · h7 black pawn · b6 black bishop · d6 black pawn · f6 black queen · e5 black pawn · a4 white bishop · e4 white pawn · g4 black bishop · c3 white pawn · d3 white pawn · e3 white bishop · f3 white knight · b2 white pawn · f2 white pawn · g2 white pawn · h2 white pawn · a1 white rook · d1 white queen · e1 white king · h1 white rook | a8 black rook · f8 black king · h8 black rook · a7 black pawn · c7 black pawn · e7 black knight · f7 black pawn · g7 black pawn · h7 black pawn · b6 black bishop · d6 black pawn · f6 black queen · e5 black pawn · a4 white bishop · e4 white pawn · g4 black bishop · c3 white pawn · d3 white pawn · e3 white bishop · f3 white knight · b2 white pawn · f2 white pawn · g2 white pawn · h2 white pawn · a1 white rook · d1 white queen · e1 white king · h1 white rook | 2 |
| 1 | a8 black rook · f8 black king · h8 black rook · a7 black pawn · c7 black pawn · e7 black knight · f7 black pawn · g7 black pawn · h7 black pawn · b6 black bishop · d6 black pawn · f6 black queen · e5 black pawn · a4 white bishop · e4 white pawn · g4 black bishop · c3 white pawn · d3 white pawn · e3 white bishop · f3 white knight · b2 white pawn · f2 white pawn · g2 white pawn · h2 white pawn · a1 white rook · d1 white queen · e1 white king · h1 white rook | a8 black rook · f8 black king · h8 black rook · a7 black pawn · c7 black pawn · e7 black knight · f7 black pawn · g7 black pawn · h7 black pawn · b6 black bishop · d6 black pawn · f6 black queen · e5 black pawn · a4 white bishop · e4 white pawn · g4 black bishop · c3 white pawn · d3 white pawn · e3 white bishop · f3 white knight · b2 white pawn · f2 white pawn · g2 white pawn · h2 white pawn · a1 white rook · d1 white queen · e1 white king · h1 white rook | a8 black rook · f8 black king · h8 black rook · a7 black pawn · c7 black pawn · e7 black knight · f7 black pawn · g7 black pawn · h7 black pawn · b6 black bishop · d6 black pawn · f6 black queen · e5 black pawn · a4 white bishop · e4 white pawn · g4 black bishop · c3 white pawn · d3 white pawn · e3 white bishop · f3 white knight · b2 white pawn · f2 white pawn · g2 white pawn · h2 white pawn · a1 white rook · d1 white queen · e1 white king · h1 white rook | a8 black rook · f8 black king · h8 black rook · a7 black pawn · c7 black pawn · e7 black knight · f7 black pawn · g7 black pawn · h7 black pawn · b6 black bishop · d6 black pawn · f6 black queen · e5 black pawn · a4 white bishop · e4 white pawn · g4 black bishop · c3 white pawn · d3 white pawn · e3 white bishop · f3 white knight · b2 white pawn · f2 white pawn · g2 white pawn · h2 white pawn · a1 white rook · d1 white queen · e1 white king · h1 white rook | a8 black rook · f8 black king · h8 black rook · a7 black pawn · c7 black pawn · e7 black knight · f7 black pawn · g7 black pawn · h7 black pawn · b6 black bishop · d6 black pawn · f6 black queen · e5 black pawn · a4 white bishop · e4 white pawn · g4 black bishop · c3 white pawn · d3 white pawn · e3 white bishop · f3 white knight · b2 white pawn · f2 white pawn · g2 white pawn · h2 white pawn · a1 white rook · d1 white queen · e1 white king · h1 white rook | a8 black rook · f8 black king · h8 black rook · a7 black pawn · c7 black pawn · e7 black knight · f7 black pawn · g7 black pawn · h7 black pawn · b6 black bishop · d6 black pawn · f6 black queen · e5 black pawn · a4 white bishop · e4 white pawn · g4 black bishop · c3 white pawn · d3 white pawn · e3 white bishop · f3 white knight · b2 white pawn · f2 white pawn · g2 white pawn · h2 white pawn · a1 white rook · d1 white queen · e1 white king · h1 white rook | a8 black rook · f8 black king · h8 black rook · a7 black pawn · c7 black pawn · e7 black knight · f7 black pawn · g7 black pawn · h7 black pawn · b6 black bishop · d6 black pawn · f6 black queen · e5 black pawn · a4 white bishop · e4 white pawn · g4 black bishop · c3 white pawn · d3 white pawn · e3 white bishop · f3 white knight · b2 white pawn · f2 white pawn · g2 white pawn · h2 white pawn · a1 white rook · d1 white queen · e1 white king · h1 white rook | a8 black rook · f8 black king · h8 black rook · a7 black pawn · c7 black pawn · e7 black knight · f7 black pawn · g7 black pawn · h7 black pawn · b6 black bishop · d6 black pawn · f6 black queen · e5 black pawn · a4 white bishop · e4 white pawn · g4 black bishop · c3 white pawn · d3 white pawn · e3 white bishop · f3 white knight · b2 white pawn · f2 white pawn · g2 white pawn · h2 white pawn · a1 white rook · d1 white queen · e1 white king · h1 white rook | 1 |
|   | a | b | c | d | e | f | g | h |   |

|   | a | b | c | d | e | f | g | h |   |
| 8 | a8 black rook · d8 black queen · e8 black king · f8 black bishop · g8 black knight · h8 black rook · a7 black pawn · b7 black pawn · c7 black pawn · f7 black pawn · g7 black pawn · h7 black pawn · d6 black pawn · e5 black knight · c4 white bishop · e4 white pawn · g4 black bishop · c3 white knight · f3 white knight · a2 white pawn · b2 white pawn · f2 white pawn · g2 white pawn · h2 white pawn · a1 white rook · c1 white bishop · d1 white queen · f1 white rook · g1 white king | a8 black rook · d8 black queen · e8 black king · f8 black bishop · g8 black knight · h8 black rook · a7 black pawn · b7 black pawn · c7 black pawn · f7 black pawn · g7 black pawn · h7 black pawn · d6 black pawn · e5 black knight · c4 white bishop · e4 white pawn · g4 black bishop · c3 white knight · f3 white knight · a2 white pawn · b2 white pawn · f2 white pawn · g2 white pawn · h2 white pawn · a1 white rook · c1 white bishop · d1 white queen · f1 white rook · g1 white king | a8 black rook · d8 black queen · e8 black king · f8 black bishop · g8 black knight · h8 black rook · a7 black pawn · b7 black pawn · c7 black pawn · f7 black pawn · g7 black pawn · h7 black pawn · d6 black pawn · e5 black knight · c4 white bishop · e4 white pawn · g4 black bishop · c3 white knight · f3 white knight · a2 white pawn · b2 white pawn · f2 white pawn · g2 white pawn · h2 white pawn · a1 white rook · c1 white bishop · d1 white queen · f1 white rook · g1 white king | a8 black rook · d8 black queen · e8 black king · f8 black bishop · g8 black knight · h8 black rook · a7 black pawn · b7 black pawn · c7 black pawn · f7 black pawn · g7 black pawn · h7 black pawn · d6 black pawn · e5 black knight · c4 white bishop · e4 white pawn · g4 black bishop · c3 white knight · f3 white knight · a2 white pawn · b2 white pawn · f2 white pawn · g2 white pawn · h2 white pawn · a1 white rook · c1 white bishop · d1 white queen · f1 white rook · g1 white king | a8 black rook · d8 black queen · e8 black king · f8 black bishop · g8 black knight · h8 black rook · a7 black pawn · b7 black pawn · c7 black pawn · f7 black pawn · g7 black pawn · h7 black pawn · d6 black pawn · e5 black knight · c4 white bishop · e4 white pawn · g4 black bishop · c3 white knight · f3 white knight · a2 white pawn · b2 white pawn · f2 white pawn · g2 white pawn · h2 white pawn · a1 white rook · c1 white bishop · d1 white queen · f1 white rook · g1 white king | a8 black rook · d8 black queen · e8 black king · f8 black bishop · g8 black knight · h8 black rook · a7 black pawn · b7 black pawn · c7 black pawn · f7 black pawn · g7 black pawn · h7 black pawn · d6 black pawn · e5 black knight · c4 white bishop · e4 white pawn · g4 black bishop · c3 white knight · f3 white knight · a2 white pawn · b2 white pawn · f2 white pawn · g2 white pawn · h2 white pawn · a1 white rook · c1 white bishop · d1 white queen · f1 white rook · g1 white king | a8 black rook · d8 black queen · e8 black king · f8 black bishop · g8 black knight · h8 black rook · a7 black pawn · b7 black pawn · c7 black pawn · f7 black pawn · g7 black pawn · h7 black pawn · d6 black pawn · e5 black knight · c4 white bishop · e4 white pawn · g4 black bishop · c3 white knight · f3 white knight · a2 white pawn · b2 white pawn · f2 white pawn · g2 white pawn · h2 white pawn · a1 white rook · c1 white bishop · d1 white queen · f1 white rook · g1 white king | a8 black rook · d8 black queen · e8 black king · f8 black bishop · g8 black knight · h8 black rook · a7 black pawn · b7 black pawn · c7 black pawn · f7 black pawn · g7 black pawn · h7 black pawn · d6 black pawn · e5 black knight · c4 white bishop · e4 white pawn · g4 black bishop · c3 white knight · f3 white knight · a2 white pawn · b2 white pawn · f2 white pawn · g2 white pawn · h2 white pawn · a1 white rook · c1 white bishop · d1 white queen · f1 white rook · g1 white king | 8 |
| 7 | a8 black rook · d8 black queen · e8 black king · f8 black bishop · g8 black knight · h8 black rook · a7 black pawn · b7 black pawn · c7 black pawn · f7 black pawn · g7 black pawn · h7 black pawn · d6 black pawn · e5 black knight · c4 white bishop · e4 white pawn · g4 black bishop · c3 white knight · f3 white knight · a2 white pawn · b2 white pawn · f2 white pawn · g2 white pawn · h2 white pawn · a1 white rook · c1 white bishop · d1 white queen · f1 white rook · g1 white king | a8 black rook · d8 black queen · e8 black king · f8 black bishop · g8 black knight · h8 black rook · a7 black pawn · b7 black pawn · c7 black pawn · f7 black pawn · g7 black pawn · h7 black pawn · d6 black pawn · e5 black knight · c4 white bishop · e4 white pawn · g4 black bishop · c3 white knight · f3 white knight · a2 white pawn · b2 white pawn · f2 white pawn · g2 white pawn · h2 white pawn · a1 white rook · c1 white bishop · d1 white queen · f1 white rook · g1 white king | a8 black rook · d8 black queen · e8 black king · f8 black bishop · g8 black knight · h8 black rook · a7 black pawn · b7 black pawn · c7 black pawn · f7 black pawn · g7 black pawn · h7 black pawn · d6 black pawn · e5 black knight · c4 white bishop · e4 white pawn · g4 black bishop · c3 white knight · f3 white knight · a2 white pawn · b2 white pawn · f2 white pawn · g2 white pawn · h2 white pawn · a1 white rook · c1 white bishop · d1 white queen · f1 white rook · g1 white king | a8 black rook · d8 black queen · e8 black king · f8 black bishop · g8 black knight · h8 black rook · a7 black pawn · b7 black pawn · c7 black pawn · f7 black pawn · g7 black pawn · h7 black pawn · d6 black pawn · e5 black knight · c4 white bishop · e4 white pawn · g4 black bishop · c3 white knight · f3 white knight · a2 white pawn · b2 white pawn · f2 white pawn · g2 white pawn · h2 white pawn · a1 white rook · c1 white bishop · d1 white queen · f1 white rook · g1 white king | a8 black rook · d8 black queen · e8 black king · f8 black bishop · g8 black knight · h8 black rook · a7 black pawn · b7 black pawn · c7 black pawn · f7 black pawn · g7 black pawn · h7 black pawn · d6 black pawn · e5 black knight · c4 white bishop · e4 white pawn · g4 black bishop · c3 white knight · f3 white knight · a2 white pawn · b2 white pawn · f2 white pawn · g2 white pawn · h2 white pawn · a1 white rook · c1 white bishop · d1 white queen · f1 white rook · g1 white king | a8 black rook · d8 black queen · e8 black king · f8 black bishop · g8 black knight · h8 black rook · a7 black pawn · b7 black pawn · c7 black pawn · f7 black pawn · g7 black pawn · h7 black pawn · d6 black pawn · e5 black knight · c4 white bishop · e4 white pawn · g4 black bishop · c3 white knight · f3 white knight · a2 white pawn · b2 white pawn · f2 white pawn · g2 white pawn · h2 white pawn · a1 white rook · c1 white bishop · d1 white queen · f1 white rook · g1 white king | a8 black rook · d8 black queen · e8 black king · f8 black bishop · g8 black knight · h8 black rook · a7 black pawn · b7 black pawn · c7 black pawn · f7 black pawn · g7 black pawn · h7 black pawn · d6 black pawn · e5 black knight · c4 white bishop · e4 white pawn · g4 black bishop · c3 white knight · f3 white knight · a2 white pawn · b2 white pawn · f2 white pawn · g2 white pawn · h2 white pawn · a1 white rook · c1 white bishop · d1 white queen · f1 white rook · g1 white king | a8 black rook · d8 black queen · e8 black king · f8 black bishop · g8 black knight · h8 black rook · a7 black pawn · b7 black pawn · c7 black pawn · f7 black pawn · g7 black pawn · h7 black pawn · d6 black pawn · e5 black knight · c4 white bishop · e4 white pawn · g4 black bishop · c3 white knight · f3 white knight · a2 white pawn · b2 white pawn · f2 white pawn · g2 white pawn · h2 white pawn · a1 white rook · c1 white bishop · d1 white queen · f1 white rook · g1 white king | 7 |
| 6 | a8 black rook · d8 black queen · e8 black king · f8 black bishop · g8 black knight · h8 black rook · a7 black pawn · b7 black pawn · c7 black pawn · f7 black pawn · g7 black pawn · h7 black pawn · d6 black pawn · e5 black knight · c4 white bishop · e4 white pawn · g4 black bishop · c3 white knight · f3 white knight · a2 white pawn · b2 white pawn · f2 white pawn · g2 white pawn · h2 white pawn · a1 white rook · c1 white bishop · d1 white queen · f1 white rook · g1 white king | a8 black rook · d8 black queen · e8 black king · f8 black bishop · g8 black knight · h8 black rook · a7 black pawn · b7 black pawn · c7 black pawn · f7 black pawn · g7 black pawn · h7 black pawn · d6 black pawn · e5 black knight · c4 white bishop · e4 white pawn · g4 black bishop · c3 white knight · f3 white knight · a2 white pawn · b2 white pawn · f2 white pawn · g2 white pawn · h2 white pawn · a1 white rook · c1 white bishop · d1 white queen · f1 white rook · g1 white king | a8 black rook · d8 black queen · e8 black king · f8 black bishop · g8 black knight · h8 black rook · a7 black pawn · b7 black pawn · c7 black pawn · f7 black pawn · g7 black pawn · h7 black pawn · d6 black pawn · e5 black knight · c4 white bishop · e4 white pawn · g4 black bishop · c3 white knight · f3 white knight · a2 white pawn · b2 white pawn · f2 white pawn · g2 white pawn · h2 white pawn · a1 white rook · c1 white bishop · d1 white queen · f1 white rook · g1 white king | a8 black rook · d8 black queen · e8 black king · f8 black bishop · g8 black knight · h8 black rook · a7 black pawn · b7 black pawn · c7 black pawn · f7 black pawn · g7 black pawn · h7 black pawn · d6 black pawn · e5 black knight · c4 white bishop · e4 white pawn · g4 black bishop · c3 white knight · f3 white knight · a2 white pawn · b2 white pawn · f2 white pawn · g2 white pawn · h2 white pawn · a1 white rook · c1 white bishop · d1 white queen · f1 white rook · g1 white king | a8 black rook · d8 black queen · e8 black king · f8 black bishop · g8 black knight · h8 black rook · a7 black pawn · b7 black pawn · c7 black pawn · f7 black pawn · g7 black pawn · h7 black pawn · d6 black pawn · e5 black knight · c4 white bishop · e4 white pawn · g4 black bishop · c3 white knight · f3 white knight · a2 white pawn · b2 white pawn · f2 white pawn · g2 white pawn · h2 white pawn · a1 white rook · c1 white bishop · d1 white queen · f1 white rook · g1 white king | a8 black rook · d8 black queen · e8 black king · f8 black bishop · g8 black knight · h8 black rook · a7 black pawn · b7 black pawn · c7 black pawn · f7 black pawn · g7 black pawn · h7 black pawn · d6 black pawn · e5 black knight · c4 white bishop · e4 white pawn · g4 black bishop · c3 white knight · f3 white knight · a2 white pawn · b2 white pawn · f2 white pawn · g2 white pawn · h2 white pawn · a1 white rook · c1 white bishop · d1 white queen · f1 white rook · g1 white king | a8 black rook · d8 black queen · e8 black king · f8 black bishop · g8 black knight · h8 black rook · a7 black pawn · b7 black pawn · c7 black pawn · f7 black pawn · g7 black pawn · h7 black pawn · d6 black pawn · e5 black knight · c4 white bishop · e4 white pawn · g4 black bishop · c3 white knight · f3 white knight · a2 white pawn · b2 white pawn · f2 white pawn · g2 white pawn · h2 white pawn · a1 white rook · c1 white bishop · d1 white queen · f1 white rook · g1 white king | a8 black rook · d8 black queen · e8 black king · f8 black bishop · g8 black knight · h8 black rook · a7 black pawn · b7 black pawn · c7 black pawn · f7 black pawn · g7 black pawn · h7 black pawn · d6 black pawn · e5 black knight · c4 white bishop · e4 white pawn · g4 black bishop · c3 white knight · f3 white knight · a2 white pawn · b2 white pawn · f2 white pawn · g2 white pawn · h2 white pawn · a1 white rook · c1 white bishop · d1 white queen · f1 white rook · g1 white king | 6 |
| 5 | a8 black rook · d8 black queen · e8 black king · f8 black bishop · g8 black knight · h8 black rook · a7 black pawn · b7 black pawn · c7 black pawn · f7 black pawn · g7 black pawn · h7 black pawn · d6 black pawn · e5 black knight · c4 white bishop · e4 white pawn · g4 black bishop · c3 white knight · f3 white knight · a2 white pawn · b2 white pawn · f2 white pawn · g2 white pawn · h2 white pawn · a1 white rook · c1 white bishop · d1 white queen · f1 white rook · g1 white king | a8 black rook · d8 black queen · e8 black king · f8 black bishop · g8 black knight · h8 black rook · a7 black pawn · b7 black pawn · c7 black pawn · f7 black pawn · g7 black pawn · h7 black pawn · d6 black pawn · e5 black knight · c4 white bishop · e4 white pawn · g4 black bishop · c3 white knight · f3 white knight · a2 white pawn · b2 white pawn · f2 white pawn · g2 white pawn · h2 white pawn · a1 white rook · c1 white bishop · d1 white queen · f1 white rook · g1 white king | a8 black rook · d8 black queen · e8 black king · f8 black bishop · g8 black knight · h8 black rook · a7 black pawn · b7 black pawn · c7 black pawn · f7 black pawn · g7 black pawn · h7 black pawn · d6 black pawn · e5 black knight · c4 white bishop · e4 white pawn · g4 black bishop · c3 white knight · f3 white knight · a2 white pawn · b2 white pawn · f2 white pawn · g2 white pawn · h2 white pawn · a1 white rook · c1 white bishop · d1 white queen · f1 white rook · g1 white king | a8 black rook · d8 black queen · e8 black king · f8 black bishop · g8 black knight · h8 black rook · a7 black pawn · b7 black pawn · c7 black pawn · f7 black pawn · g7 black pawn · h7 black pawn · d6 black pawn · e5 black knight · c4 white bishop · e4 white pawn · g4 black bishop · c3 white knight · f3 white knight · a2 white pawn · b2 white pawn · f2 white pawn · g2 white pawn · h2 white pawn · a1 white rook · c1 white bishop · d1 white queen · f1 white rook · g1 white king | a8 black rook · d8 black queen · e8 black king · f8 black bishop · g8 black knight · h8 black rook · a7 black pawn · b7 black pawn · c7 black pawn · f7 black pawn · g7 black pawn · h7 black pawn · d6 black pawn · e5 black knight · c4 white bishop · e4 white pawn · g4 black bishop · c3 white knight · f3 white knight · a2 white pawn · b2 white pawn · f2 white pawn · g2 white pawn · h2 white pawn · a1 white rook · c1 white bishop · d1 white queen · f1 white rook · g1 white king | a8 black rook · d8 black queen · e8 black king · f8 black bishop · g8 black knight · h8 black rook · a7 black pawn · b7 black pawn · c7 black pawn · f7 black pawn · g7 black pawn · h7 black pawn · d6 black pawn · e5 black knight · c4 white bishop · e4 white pawn · g4 black bishop · c3 white knight · f3 white knight · a2 white pawn · b2 white pawn · f2 white pawn · g2 white pawn · h2 white pawn · a1 white rook · c1 white bishop · d1 white queen · f1 white rook · g1 white king | a8 black rook · d8 black queen · e8 black king · f8 black bishop · g8 black knight · h8 black rook · a7 black pawn · b7 black pawn · c7 black pawn · f7 black pawn · g7 black pawn · h7 black pawn · d6 black pawn · e5 black knight · c4 white bishop · e4 white pawn · g4 black bishop · c3 white knight · f3 white knight · a2 white pawn · b2 white pawn · f2 white pawn · g2 white pawn · h2 white pawn · a1 white rook · c1 white bishop · d1 white queen · f1 white rook · g1 white king | a8 black rook · d8 black queen · e8 black king · f8 black bishop · g8 black knight · h8 black rook · a7 black pawn · b7 black pawn · c7 black pawn · f7 black pawn · g7 black pawn · h7 black pawn · d6 black pawn · e5 black knight · c4 white bishop · e4 white pawn · g4 black bishop · c3 white knight · f3 white knight · a2 white pawn · b2 white pawn · f2 white pawn · g2 white pawn · h2 white pawn · a1 white rook · c1 white bishop · d1 white queen · f1 white rook · g1 white king | 5 |
| 4 | a8 black rook · d8 black queen · e8 black king · f8 black bishop · g8 black knight · h8 black rook · a7 black pawn · b7 black pawn · c7 black pawn · f7 black pawn · g7 black pawn · h7 black pawn · d6 black pawn · e5 black knight · c4 white bishop · e4 white pawn · g4 black bishop · c3 white knight · f3 white knight · a2 white pawn · b2 white pawn · f2 white pawn · g2 white pawn · h2 white pawn · a1 white rook · c1 white bishop · d1 white queen · f1 white rook · g1 white king | a8 black rook · d8 black queen · e8 black king · f8 black bishop · g8 black knight · h8 black rook · a7 black pawn · b7 black pawn · c7 black pawn · f7 black pawn · g7 black pawn · h7 black pawn · d6 black pawn · e5 black knight · c4 white bishop · e4 white pawn · g4 black bishop · c3 white knight · f3 white knight · a2 white pawn · b2 white pawn · f2 white pawn · g2 white pawn · h2 white pawn · a1 white rook · c1 white bishop · d1 white queen · f1 white rook · g1 white king | a8 black rook · d8 black queen · e8 black king · f8 black bishop · g8 black knight · h8 black rook · a7 black pawn · b7 black pawn · c7 black pawn · f7 black pawn · g7 black pawn · h7 black pawn · d6 black pawn · e5 black knight · c4 white bishop · e4 white pawn · g4 black bishop · c3 white knight · f3 white knight · a2 white pawn · b2 white pawn · f2 white pawn · g2 white pawn · h2 white pawn · a1 white rook · c1 white bishop · d1 white queen · f1 white rook · g1 white king | a8 black rook · d8 black queen · e8 black king · f8 black bishop · g8 black knight · h8 black rook · a7 black pawn · b7 black pawn · c7 black pawn · f7 black pawn · g7 black pawn · h7 black pawn · d6 black pawn · e5 black knight · c4 white bishop · e4 white pawn · g4 black bishop · c3 white knight · f3 white knight · a2 white pawn · b2 white pawn · f2 white pawn · g2 white pawn · h2 white pawn · a1 white rook · c1 white bishop · d1 white queen · f1 white rook · g1 white king | a8 black rook · d8 black queen · e8 black king · f8 black bishop · g8 black knight · h8 black rook · a7 black pawn · b7 black pawn · c7 black pawn · f7 black pawn · g7 black pawn · h7 black pawn · d6 black pawn · e5 black knight · c4 white bishop · e4 white pawn · g4 black bishop · c3 white knight · f3 white knight · a2 white pawn · b2 white pawn · f2 white pawn · g2 white pawn · h2 white pawn · a1 white rook · c1 white bishop · d1 white queen · f1 white rook · g1 white king | a8 black rook · d8 black queen · e8 black king · f8 black bishop · g8 black knight · h8 black rook · a7 black pawn · b7 black pawn · c7 black pawn · f7 black pawn · g7 black pawn · h7 black pawn · d6 black pawn · e5 black knight · c4 white bishop · e4 white pawn · g4 black bishop · c3 white knight · f3 white knight · a2 white pawn · b2 white pawn · f2 white pawn · g2 white pawn · h2 white pawn · a1 white rook · c1 white bishop · d1 white queen · f1 white rook · g1 white king | a8 black rook · d8 black queen · e8 black king · f8 black bishop · g8 black knight · h8 black rook · a7 black pawn · b7 black pawn · c7 black pawn · f7 black pawn · g7 black pawn · h7 black pawn · d6 black pawn · e5 black knight · c4 white bishop · e4 white pawn · g4 black bishop · c3 white knight · f3 white knight · a2 white pawn · b2 white pawn · f2 white pawn · g2 white pawn · h2 white pawn · a1 white rook · c1 white bishop · d1 white queen · f1 white rook · g1 white king | a8 black rook · d8 black queen · e8 black king · f8 black bishop · g8 black knight · h8 black rook · a7 black pawn · b7 black pawn · c7 black pawn · f7 black pawn · g7 black pawn · h7 black pawn · d6 black pawn · e5 black knight · c4 white bishop · e4 white pawn · g4 black bishop · c3 white knight · f3 white knight · a2 white pawn · b2 white pawn · f2 white pawn · g2 white pawn · h2 white pawn · a1 white rook · c1 white bishop · d1 white queen · f1 white rook · g1 white king | 4 |
| 3 | a8 black rook · d8 black queen · e8 black king · f8 black bishop · g8 black knight · h8 black rook · a7 black pawn · b7 black pawn · c7 black pawn · f7 black pawn · g7 black pawn · h7 black pawn · d6 black pawn · e5 black knight · c4 white bishop · e4 white pawn · g4 black bishop · c3 white knight · f3 white knight · a2 white pawn · b2 white pawn · f2 white pawn · g2 white pawn · h2 white pawn · a1 white rook · c1 white bishop · d1 white queen · f1 white rook · g1 white king | a8 black rook · d8 black queen · e8 black king · f8 black bishop · g8 black knight · h8 black rook · a7 black pawn · b7 black pawn · c7 black pawn · f7 black pawn · g7 black pawn · h7 black pawn · d6 black pawn · e5 black knight · c4 white bishop · e4 white pawn · g4 black bishop · c3 white knight · f3 white knight · a2 white pawn · b2 white pawn · f2 white pawn · g2 white pawn · h2 white pawn · a1 white rook · c1 white bishop · d1 white queen · f1 white rook · g1 white king | a8 black rook · d8 black queen · e8 black king · f8 black bishop · g8 black knight · h8 black rook · a7 black pawn · b7 black pawn · c7 black pawn · f7 black pawn · g7 black pawn · h7 black pawn · d6 black pawn · e5 black knight · c4 white bishop · e4 white pawn · g4 black bishop · c3 white knight · f3 white knight · a2 white pawn · b2 white pawn · f2 white pawn · g2 white pawn · h2 white pawn · a1 white rook · c1 white bishop · d1 white queen · f1 white rook · g1 white king | a8 black rook · d8 black queen · e8 black king · f8 black bishop · g8 black knight · h8 black rook · a7 black pawn · b7 black pawn · c7 black pawn · f7 black pawn · g7 black pawn · h7 black pawn · d6 black pawn · e5 black knight · c4 white bishop · e4 white pawn · g4 black bishop · c3 white knight · f3 white knight · a2 white pawn · b2 white pawn · f2 white pawn · g2 white pawn · h2 white pawn · a1 white rook · c1 white bishop · d1 white queen · f1 white rook · g1 white king | a8 black rook · d8 black queen · e8 black king · f8 black bishop · g8 black knight · h8 black rook · a7 black pawn · b7 black pawn · c7 black pawn · f7 black pawn · g7 black pawn · h7 black pawn · d6 black pawn · e5 black knight · c4 white bishop · e4 white pawn · g4 black bishop · c3 white knight · f3 white knight · a2 white pawn · b2 white pawn · f2 white pawn · g2 white pawn · h2 white pawn · a1 white rook · c1 white bishop · d1 white queen · f1 white rook · g1 white king | a8 black rook · d8 black queen · e8 black king · f8 black bishop · g8 black knight · h8 black rook · a7 black pawn · b7 black pawn · c7 black pawn · f7 black pawn · g7 black pawn · h7 black pawn · d6 black pawn · e5 black knight · c4 white bishop · e4 white pawn · g4 black bishop · c3 white knight · f3 white knight · a2 white pawn · b2 white pawn · f2 white pawn · g2 white pawn · h2 white pawn · a1 white rook · c1 white bishop · d1 white queen · f1 white rook · g1 white king | a8 black rook · d8 black queen · e8 black king · f8 black bishop · g8 black knight · h8 black rook · a7 black pawn · b7 black pawn · c7 black pawn · f7 black pawn · g7 black pawn · h7 black pawn · d6 black pawn · e5 black knight · c4 white bishop · e4 white pawn · g4 black bishop · c3 white knight · f3 white knight · a2 white pawn · b2 white pawn · f2 white pawn · g2 white pawn · h2 white pawn · a1 white rook · c1 white bishop · d1 white queen · f1 white rook · g1 white king | a8 black rook · d8 black queen · e8 black king · f8 black bishop · g8 black knight · h8 black rook · a7 black pawn · b7 black pawn · c7 black pawn · f7 black pawn · g7 black pawn · h7 black pawn · d6 black pawn · e5 black knight · c4 white bishop · e4 white pawn · g4 black bishop · c3 white knight · f3 white knight · a2 white pawn · b2 white pawn · f2 white pawn · g2 white pawn · h2 white pawn · a1 white rook · c1 white bishop · d1 white queen · f1 white rook · g1 white king | 3 |
| 2 | a8 black rook · d8 black queen · e8 black king · f8 black bishop · g8 black knight · h8 black rook · a7 black pawn · b7 black pawn · c7 black pawn · f7 black pawn · g7 black pawn · h7 black pawn · d6 black pawn · e5 black knight · c4 white bishop · e4 white pawn · g4 black bishop · c3 white knight · f3 white knight · a2 white pawn · b2 white pawn · f2 white pawn · g2 white pawn · h2 white pawn · a1 white rook · c1 white bishop · d1 white queen · f1 white rook · g1 white king | a8 black rook · d8 black queen · e8 black king · f8 black bishop · g8 black knight · h8 black rook · a7 black pawn · b7 black pawn · c7 black pawn · f7 black pawn · g7 black pawn · h7 black pawn · d6 black pawn · e5 black knight · c4 white bishop · e4 white pawn · g4 black bishop · c3 white knight · f3 white knight · a2 white pawn · b2 white pawn · f2 white pawn · g2 white pawn · h2 white pawn · a1 white rook · c1 white bishop · d1 white queen · f1 white rook · g1 white king | a8 black rook · d8 black queen · e8 black king · f8 black bishop · g8 black knight · h8 black rook · a7 black pawn · b7 black pawn · c7 black pawn · f7 black pawn · g7 black pawn · h7 black pawn · d6 black pawn · e5 black knight · c4 white bishop · e4 white pawn · g4 black bishop · c3 white knight · f3 white knight · a2 white pawn · b2 white pawn · f2 white pawn · g2 white pawn · h2 white pawn · a1 white rook · c1 white bishop · d1 white queen · f1 white rook · g1 white king | a8 black rook · d8 black queen · e8 black king · f8 black bishop · g8 black knight · h8 black rook · a7 black pawn · b7 black pawn · c7 black pawn · f7 black pawn · g7 black pawn · h7 black pawn · d6 black pawn · e5 black knight · c4 white bishop · e4 white pawn · g4 black bishop · c3 white knight · f3 white knight · a2 white pawn · b2 white pawn · f2 white pawn · g2 white pawn · h2 white pawn · a1 white rook · c1 white bishop · d1 white queen · f1 white rook · g1 white king | a8 black rook · d8 black queen · e8 black king · f8 black bishop · g8 black knight · h8 black rook · a7 black pawn · b7 black pawn · c7 black pawn · f7 black pawn · g7 black pawn · h7 black pawn · d6 black pawn · e5 black knight · c4 white bishop · e4 white pawn · g4 black bishop · c3 white knight · f3 white knight · a2 white pawn · b2 white pawn · f2 white pawn · g2 white pawn · h2 white pawn · a1 white rook · c1 white bishop · d1 white queen · f1 white rook · g1 white king | a8 black rook · d8 black queen · e8 black king · f8 black bishop · g8 black knight · h8 black rook · a7 black pawn · b7 black pawn · c7 black pawn · f7 black pawn · g7 black pawn · h7 black pawn · d6 black pawn · e5 black knight · c4 white bishop · e4 white pawn · g4 black bishop · c3 white knight · f3 white knight · a2 white pawn · b2 white pawn · f2 white pawn · g2 white pawn · h2 white pawn · a1 white rook · c1 white bishop · d1 white queen · f1 white rook · g1 white king | a8 black rook · d8 black queen · e8 black king · f8 black bishop · g8 black knight · h8 black rook · a7 black pawn · b7 black pawn · c7 black pawn · f7 black pawn · g7 black pawn · h7 black pawn · d6 black pawn · e5 black knight · c4 white bishop · e4 white pawn · g4 black bishop · c3 white knight · f3 white knight · a2 white pawn · b2 white pawn · f2 white pawn · g2 white pawn · h2 white pawn · a1 white rook · c1 white bishop · d1 white queen · f1 white rook · g1 white king | a8 black rook · d8 black queen · e8 black king · f8 black bishop · g8 black knight · h8 black rook · a7 black pawn · b7 black pawn · c7 black pawn · f7 black pawn · g7 black pawn · h7 black pawn · d6 black pawn · e5 black knight · c4 white bishop · e4 white pawn · g4 black bishop · c3 white knight · f3 white knight · a2 white pawn · b2 white pawn · f2 white pawn · g2 white pawn · h2 white pawn · a1 white rook · c1 white bishop · d1 white queen · f1 white rook · g1 white king | 2 |
| 1 | a8 black rook · d8 black queen · e8 black king · f8 black bishop · g8 black knight · h8 black rook · a7 black pawn · b7 black pawn · c7 black pawn · f7 black pawn · g7 black pawn · h7 black pawn · d6 black pawn · e5 black knight · c4 white bishop · e4 white pawn · g4 black bishop · c3 white knight · f3 white knight · a2 white pawn · b2 white pawn · f2 white pawn · g2 white pawn · h2 white pawn · a1 white rook · c1 white bishop · d1 white queen · f1 white rook · g1 white king | a8 black rook · d8 black queen · e8 black king · f8 black bishop · g8 black knight · h8 black rook · a7 black pawn · b7 black pawn · c7 black pawn · f7 black pawn · g7 black pawn · h7 black pawn · d6 black pawn · e5 black knight · c4 white bishop · e4 white pawn · g4 black bishop · c3 white knight · f3 white knight · a2 white pawn · b2 white pawn · f2 white pawn · g2 white pawn · h2 white pawn · a1 white rook · c1 white bishop · d1 white queen · f1 white rook · g1 white king | a8 black rook · d8 black queen · e8 black king · f8 black bishop · g8 black knight · h8 black rook · a7 black pawn · b7 black pawn · c7 black pawn · f7 black pawn · g7 black pawn · h7 black pawn · d6 black pawn · e5 black knight · c4 white bishop · e4 white pawn · g4 black bishop · c3 white knight · f3 white knight · a2 white pawn · b2 white pawn · f2 white pawn · g2 white pawn · h2 white pawn · a1 white rook · c1 white bishop · d1 white queen · f1 white rook · g1 white king | a8 black rook · d8 black queen · e8 black king · f8 black bishop · g8 black knight · h8 black rook · a7 black pawn · b7 black pawn · c7 black pawn · f7 black pawn · g7 black pawn · h7 black pawn · d6 black pawn · e5 black knight · c4 white bishop · e4 white pawn · g4 black bishop · c3 white knight · f3 white knight · a2 white pawn · b2 white pawn · f2 white pawn · g2 white pawn · h2 white pawn · a1 white rook · c1 white bishop · d1 white queen · f1 white rook · g1 white king | a8 black rook · d8 black queen · e8 black king · f8 black bishop · g8 black knight · h8 black rook · a7 black pawn · b7 black pawn · c7 black pawn · f7 black pawn · g7 black pawn · h7 black pawn · d6 black pawn · e5 black knight · c4 white bishop · e4 white pawn · g4 black bishop · c3 white knight · f3 white knight · a2 white pawn · b2 white pawn · f2 white pawn · g2 white pawn · h2 white pawn · a1 white rook · c1 white bishop · d1 white queen · f1 white rook · g1 white king | a8 black rook · d8 black queen · e8 black king · f8 black bishop · g8 black knight · h8 black rook · a7 black pawn · b7 black pawn · c7 black pawn · f7 black pawn · g7 black pawn · h7 black pawn · d6 black pawn · e5 black knight · c4 white bishop · e4 white pawn · g4 black bishop · c3 white knight · f3 white knight · a2 white pawn · b2 white pawn · f2 white pawn · g2 white pawn · h2 white pawn · a1 white rook · c1 white bishop · d1 white queen · f1 white rook · g1 white king | a8 black rook · d8 black queen · e8 black king · f8 black bishop · g8 black knight · h8 black rook · a7 black pawn · b7 black pawn · c7 black pawn · f7 black pawn · g7 black pawn · h7 black pawn · d6 black pawn · e5 black knight · c4 white bishop · e4 white pawn · g4 black bishop · c3 white knight · f3 white knight · a2 white pawn · b2 white pawn · f2 white pawn · g2 white pawn · h2 white pawn · a1 white rook · c1 white bishop · d1 white queen · f1 white rook · g1 white king | a8 black rook · d8 black queen · e8 black king · f8 black bishop · g8 black knight · h8 black rook · a7 black pawn · b7 black pawn · c7 black pawn · f7 black pawn · g7 black pawn · h7 black pawn · d6 black pawn · e5 black knight · c4 white bishop · e4 white pawn · g4 black bishop · c3 white knight · f3 white knight · a2 white pawn · b2 white pawn · f2 white pawn · g2 white pawn · h2 white pawn · a1 white rook · c1 white bishop · d1 white queen · f1 white rook · g1 white king | 1 |
|   | a | b | c | d | e | f | g | h |   |